# تواسم مشتق ذاتي

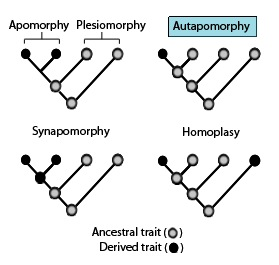
سلالات تطورية توضح المصطلحات المستخدمة لوصف الأنماط المختلفة للحالات السلفية والمشتقة للصفات أو السمات.

التَوَاسُم المُشْتَق الذَاتِي أو اِشتِقَاق السِمَات الذَاتِي (بالإنجليزية: Autapomorphy)‏ هو في علم الوراثة العرقي سمة مميزة، تُعرف باسم السمة المشتقة، وهي فريدة من نوعها لأصنوفة معينة. أي أنه يوجد فقط في أصنوفة واحدة ولكنه غير موجود في أي أصنوفات أخرى أو خارج المجموعة، ولا حتى تلك التي ترتبط ارتباطًا وثيقًا بالأصنوفات البؤرية (والتي قد تكون نوعًا أو فصيلة أو بشكل عام أي نوع حيوي). لذلك يمكن اعتباره تواسم مشتق فيما يتعلق بأصنوفة واحدة.